# La Nou de Berguedà

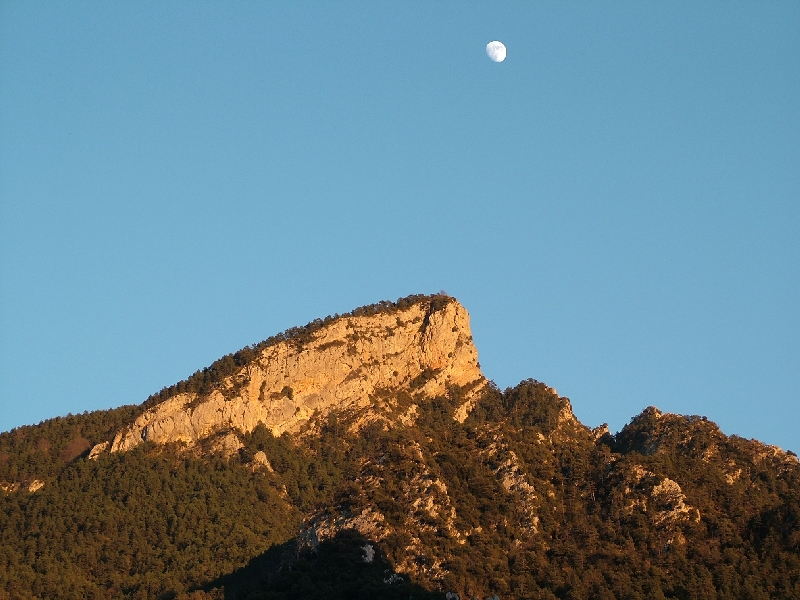

La Nou de Berguedà est une commune de la comarque de Berguedà dans la province de Barcelone en Catalogne (Espagne).